# Великий «Юнайтед»
«Великий „Юнайтед“» (англ. The United Way; дословно «Путь „Юнайтед“») — английский спортивный документальный фильм режиссёра Мэта Ходжсона о легендарном футбольном клубе «Манчестер Юнайтед».

## Появления
- Эрик Кантона
- Дэвид Бекхэм
- Райан Гиггз
- Ники Батт
- Алекс Фергюсон (архивные кадры)
- Петер Шмейхель
- Марк Хьюз
- Брайан Робсон
- Стив Брюс
- Брайан Кидд
- Томми Дохерти (архивные кадры)
- Сэмми Макилрой
- Мэтт Басби (архивные кадры)
- Гордон Стракан
- Рон Аткинсон
- Бобби Чарльтон (архивные кадры)
- Джордж Бест (архивные кадры)
- Уле-Гуннар Сульшер
- Мартин Эдвардс
- Эндрю Бернем

## Релиз
Мировая премьера фильма состоялась 10 мая 2021	года. В России фильм вышел в широкий прокат в августе 2022 года. Премьерный показ состоялся в кинотеатре «Синема Парк Европейский», ведущим вечера стал спортивный комментатор Денис Казанский.

## Критика
Питер Брэдшоу из The Guardian назвал фильм «вполне смотрибельным», но «критически  наивным» на фоне общей коммерциализации футбола и «Манчестер Юнайтед» в частности. Также Брэдшоу задаётся вопросом, почему финальная точка фильма поставлена в 1999 году. Его оценка — три звезды из 5. Тимур Алиев (Forbes) положительно отзывается о картине Ходжсона: «Может показаться, что лента Мэта Ходжсона из тех, что вряд ли останутся в памяти зрителей и критиков десятилетия спустя. Но это не совсем так. У фильма есть яркая отличительная черта — он даёт широкую историческую панораму». По мнению обозревателя «Чемпионата» Григория Телингатера, «если в полтора часа можно уместить историю топ-клуба, то это фильм «Великий „Юнайтед“».